# ردلاین
ردلاین (انگلیسی: Redline) شرکت مخابرات کانادایی است، که در سال ۱۹۹۹ تأسیس شد.